# Muławka wschodnioamerykańska
Muławka wschodnioamerykańska (Umbra pygmaea) – gatunek słodkowodnej ryby szczupakokształtnej  z rodziny muławkowatych (Umbridae).

## Występowanie
Wschodnie wybrzeże Stanów Zjednoczonych. We Francji, Niemczech i Polsce jest gatunkiem obcym introdukowanym prawdopodobnie przez akwarystów. W 1995 stwierdzona w dorzeczu Małej Panwi. Zasiedla bagna i wolno płynące wody o miękkim dnie.

## Opis
Samica jest większa od samca, osiąga do 15 cm długości. 

## Odżywianie
Żywi się bezkręgowcami, głównie larwami owadów.